# Francesco Botti

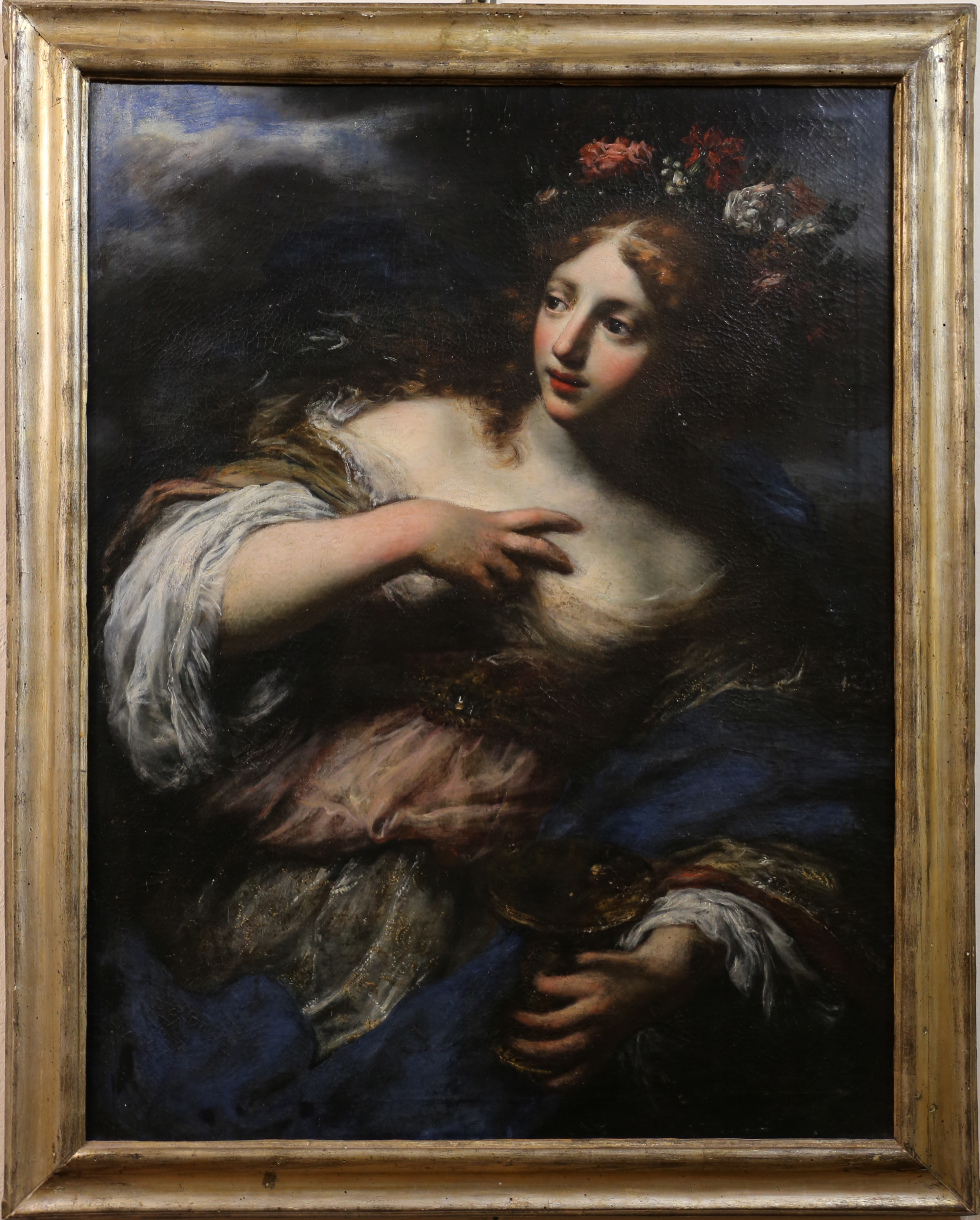
Francesco Botti, Sophonisbe, Museo Civico Pinacoteca Crociani, Montepulciano

Francesco Botti (* 1640 in Florenz; † 1711 ebendort) war ein italienischer Maler.

## Leben und Werke

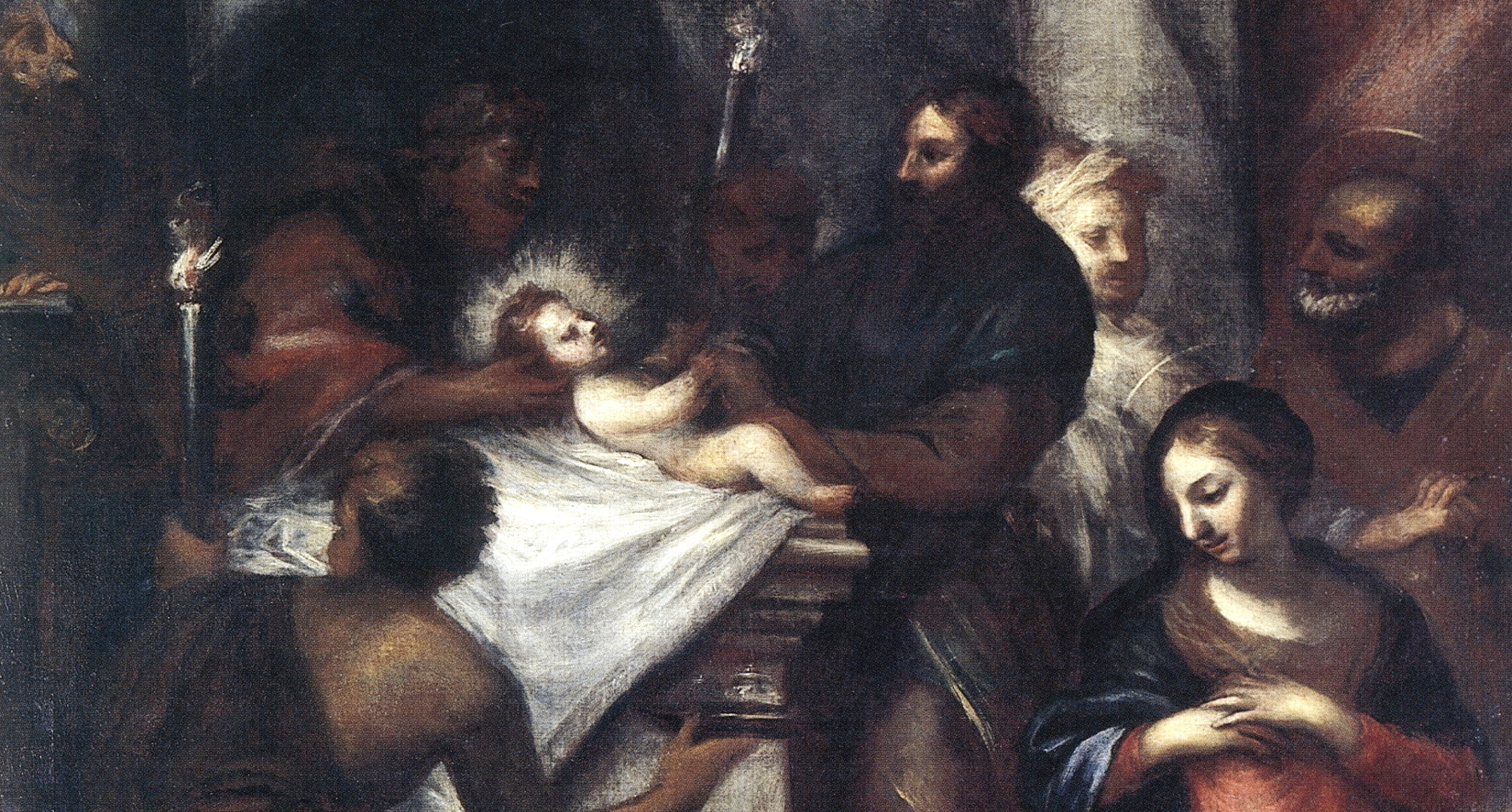
Francesco Botti, Beschneidung Jesu, Detail, Chiesa del Gesù, Pratovecchio

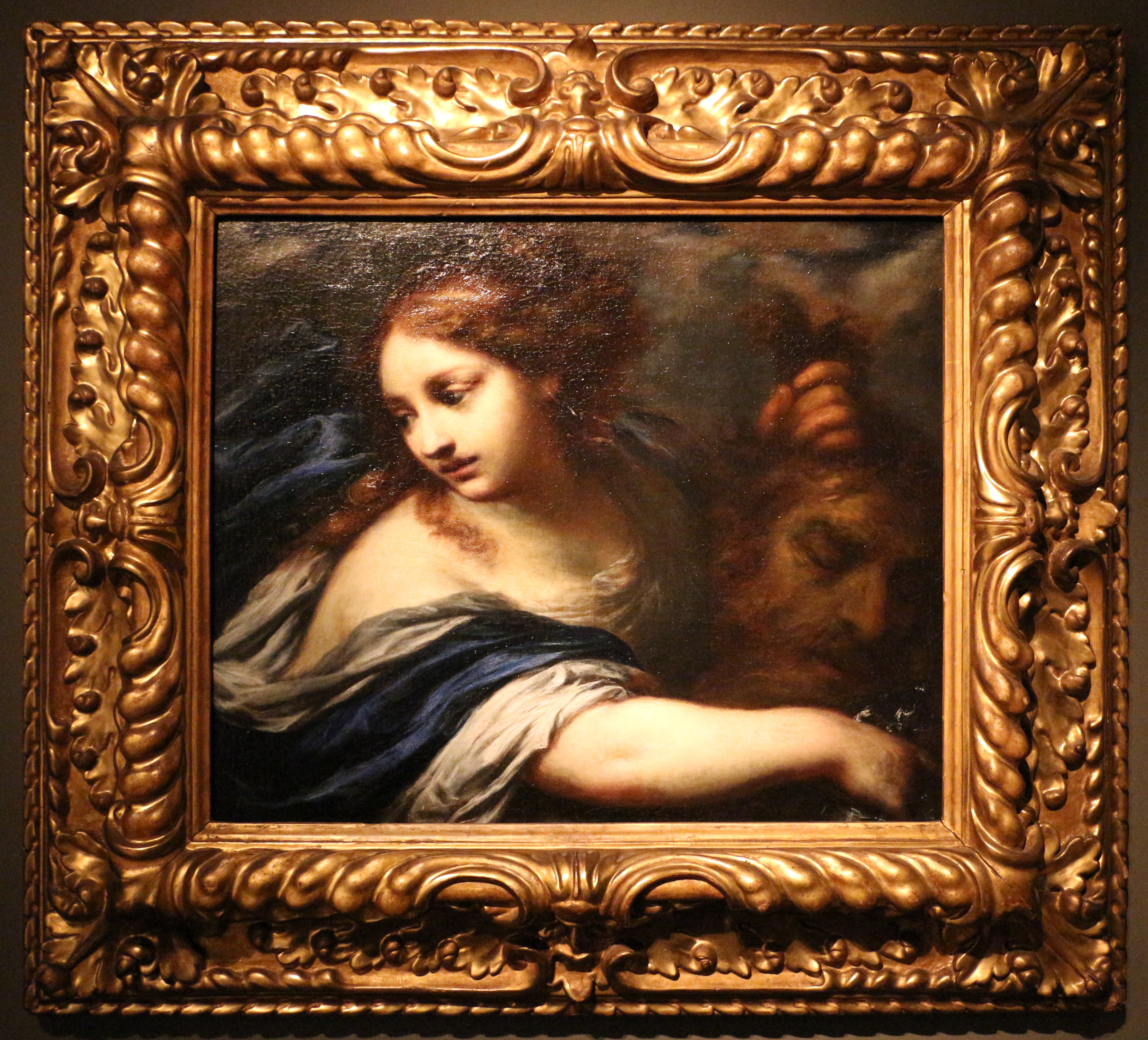
Francesco Botti, Judith und Holofernes

In der Corsini-Kapelle von Santo Spirito in Florenz befinden sich zwei imposante Gemälde, die die Geburt Jesu und die Ekstase der Heiligen Margareta darstellen. Er gilt als eine der interessantesten und repräsentativsten Persönlichkeiten der florentinischen Malerei des 17. Jahrhunderts, auch wenn es nur wenige dokumentarische Zeugnisse über sein Leben gibt. Die ausführlichsten finden sich in Sandro Bellesis Katalog der Florentiner Maler des 17. Jahrhunderts. Der Sohn von Giacinto Botti, der ebenfalls Maler war, wurde von Francesco Furini, einem Priester und Malerfreund seines Vaters, getauft und erhielt seinen Namen wahrscheinlich zu Ehren des Mannes, der seine Taufe zelebrierte. Seine erste Karriere außerhalb der Werkstatt von Simone Pignoni begann wahrscheinlich um 1678, als er sich an der Accademia del Disegno einschrieb. Er wurde also in der Schule von Pignoni ausgebildet, dessen Lieblingsschüler er war, und stand lange Zeit im Schatten des Meisters. Nach einer langen Zeit als Alumnus begann er jedoch eine eigenständige Karriere.
Eine Romreise im Jahr 1700 veränderte den Stil des Künstlers in Richtung Klassizismus.
Einige seiner frühen Werke wurden lange Zeit Pignoni selbst zugeschrieben. Viele seiner Gemälde behandeln mythologische Themen wie Diana und Actaeon, Sofonisba, im Museo Civico di Montepulciano und Das Urteil des Paris. Es gibt auch eine Allegorie der Geometrie, die sich heute im Musée des Beaux Arts in Arras befindet. Ein viel zitiertes Gemälde befindet sich in der Kirche Santa Maria di Candeli und stellt die Heiligen des Augustinerordens dar, wurde aber später durch ein Gemälde von Agostino Veracini ersetzt. Seine Werke befinden sich in der Basilika San Marco in Florenz, im Kreuzgang von Santo Spirito, im Museum des Palazzo Pretorio in Prato und in der Camera dei deputat in Rom. Eines seiner Selbstporträts befindet sich in den Uffizien und wurde bereits im 19. Jahrhundert beschrieben:

„...von der Zeit verdunkelt und schlecht erhalten“

Einige Gemälde, die die Geschichte der Heiligen Rosalie darstellen, befinden sich in der Kapelle der Villa le Coste in Fiesole, dem Sitz des Museo e Fondazione Primo Conti in Fiesole.
Der berühmteste seiner Schüler ist Matteo Bonechi.

## Stil
Er übernimmt Furinos Nuancierung mit kalten Farben. In der Tat verwendet Botti eine weiche, ausgefranste Pinselführung, die von subtilen Transparenzen und einem bewegten, oft heftigen Licht dominiert wird. Er folgt dem damals in Florenz vorherrschenden Stil und nähert sich zunächst dem Stil von Gherardo delle Notti und später dem nekromantischen Stil von Salvator Rosa an, der diesen Stil zwischen 1640 und 1649 nach Florenz importiert hatte.

## Hauptwerke
- Florenz, Basilica di San Marco, (Altarbild), Madonna und Jesuskind in Herrlichkeit und Heilige
- Florenz, San Niccolò Oltrarno, Beweinung der Engel über den toten Christus und Predigt im Garten, Gegenstück, 76 × 120 cm
- Florenz, Regionales Carabinieri-Kommando in Oltrarno (aus den Beständen der Florentiner Galerien), Die Zeit entführt die Schönheit und Die Zeit entlarvt die Lüge Gegenstück (signiert und datiert 1682 auf dem Rahmen)
- Florenz, Konvent der Basilika Santo Spirito, Corsini-Kapelle (aus der aufgelösten Kirche San Niccolò in Cocomero), Anbetung der Hirten (signiert), Martyrium der Hl. Margareta (signiert)
- Florenz, Galleria CorsinI, Erscheinung der Jungfrau mit dem Jesuskind vor dem Heiligen Dominikus, 231 × 173 cm
- Florenz, Uffizien (Vasarikorridor), Selbstporträt, 73,2 × 57,8 cm
- Florenz, Galerie Fiorentine (Depot), Hl. Katharina von Alexandrien und Hl. Cecilia, Ovale Gegenstücke, 71 × 53 cm, Danae, Minerva, 74 × 58 cm
- Florenz, Misericordia, Schmerzensmutter, 46 × 35 cm (Werkstatt)
- Florenz, Ospedale di San Giovanni di Dio, Esther und Ahasverus und David und Abigail, Gegenstück, 127 × 120 cm
- Florenz, Ospedale di Santa Maria Nuova, Büßende Heilige Maria,, 84 × 71 cm, Tobiolo und der Erzengel Raphael, 100 × 70 cm
- Florenz, Sammlung G. Luzzetti, Heiliger Johannes in der Wüste, 104 × 81 cm, Hl. Katharina von Alexandrien, 92,5 × 79,5 cm, Hl. Antonius von Padua mit Jesuskind, 36,5 × 28 cm (signiert und datiert 1695)
- Florenz, Sammlung Noferi, Die Rückkehr des Jephthah, 43 × 51 cm
- Florenz, Sammlung Luigi Baldacci, Judith und Holofernes, 174 × 131 cm
- Florenz, Frascione antiquario, Krippe, 75 × 138 cm, Sammeln von Manna, 108 × 149 cm
- Florenz, Giovanni Pratesi antiquario, Diana und Actaeon und Urteil des Paris, Gegenstück, 74 × 100 cm
- Florenz, Galleria Moretti, Hl. Dorothea wird zum Märtyrertod geführt, Achteck, 77 × 93 cm
- Florenz, Auktion Sotheby's, 30.9.1986, Nr. 447, Judith und Holofernes, 167 × 123 cm
- Impruneta (Florenz), Kirche San Cristoforo a Vicciano (Altarbild), Unbefleckte Empfängnis und Heilige
- Leonessa (Rieti), Kirche San Pietro (Altarbild), Heilige Familie und Heilige
- Mailand, Finarte, 29.11.1990, Nr. 144, Arthemies, Achteck, 117 × 100 cm
- Montepulciano (Siena), Museo Civico, Sofonisba, 93,5 × 71,5 cm
- Sesto Fiorentino (Florenz), Kirche San Bartolomeo (Altarbild), Madonna mit Kind und den Heiligen Franziskus und Antonius von Padua
- Pistoia, Fondazione CARIPIT, Minerva, 107 × 80,7 cm (ehemals Florenz, Sammlung Bigongiari)
- Prato, Palazzo Pretorio, Museo Civico, Hl. Romulus in Herrlichkeit über der Stadt Prato mit der Dreifaltigkeit, 131 × 78 cm
- Pratovecchio (Arezzo), Propositiva del Santissimo nome di Gesù, Beschneidung, 256 × 170 cm (signiert), Jungfrau vom Rosenkranz zwischen den Heiligen Dominikus und Katharina, 258 × 171 cm (signiert)
- Roma, Montecitorio, Camera dei Deputati, (Leihgabe der Galerie Fiorentine), Venus und Mars. 116 × 87 cm
- Vallombrosa (Florenz), Abbazia, Hl. Johannes Gualbert befreit einen Mönch aus den Flammen des Fegefeuers (signiert und datiert 1701)
- Bagnères de-Bigorre, Musée Sales, Die Jungfrau in der Anbetung des Jesuskindes, 46 × 53 cm
- Barnard Castle, Bowes Museum, Tod der Kleopatra
- London, Christie's, 22.4.1994, Nr. 207, Samson und Delilah, 91,5 × 113,9 cm
- Eindhoven, Privatsammlung, Jael und Sisara
- Montecarlo, Galleria Paolo Rosa, Justizia, 71 × 86,5 cm
- Genf, Rob Smeets, Judith mit dem Haupt des Holofernes, 56,5 × 70,8 cm (ehemals London, Christie's, 9.12.2005, Nr. 220)
- Greenville (South Carolina), The Bob Jones University, Hl. Dorothea mit Engeln, 88,9 × 52,7 cm
- New York,  Sotheby's, 16.6.1977, Nr. 111, Jakob und Rachel am Brunnen